# 大崎滋生
大崎 滋生（おおさき しげみ、1948年1月3日 - ）は、日本の音楽社会史家。

## 略歴
1948年、神奈川県横浜市生まれ。幼少にヴァイオリンを嗜む。桐朋学園大学附属音楽高校在籍中は音楽学を専攻し、高校・大学を通じて齋藤秀雄に5年間指揮法を師事した。桐朋学園大学卒業後は東京芸術大学大学院に進み、1972年に修士課程を修了。1978年から1979年にかけてヨーロッパ7カ国でJ.ハイドンの原典資料を調査研究。
その後、桐朋学園大学で教える。。1986年から1987年には、ヨハネス・グーテンベルク大学マインツ音楽学研究所の客員教授として音楽社会史および演奏慣習の研究に従事した。桐朋学園大学図書館長、音楽学部音楽学科音楽学専攻主任をつとめた。東京都交響楽団評議員。

## 家族・親族
- 父：大崎平八郎は経済学者。横浜国立大学名誉教授。

## 著作

### 著書
- 『楽譜の文化史』音楽之友社　1993年
- 『音楽演奏の社会史 よみがえる過去の音楽』東京書籍　1993年
- 『音楽史の形成とメディア』平凡社選書　2002年
- 『文化としてのシンフォニー』1-2　平凡社、2005-2008年[3]
- 『ベートーヴェン像 再構築』春秋社 2018年[4]
- 『史料で読み解くベートーヴェン (春秋社音楽学叢書)』春秋社 2024年

### 共著
- 『オーケストラの社会史 ドイツのオーケストラと楽員たちの歩み』C.H.マーリンク共著、音楽之友社　1990
- 『200CDベートーヴェン』渡辺和彦共監修　学習研究社　2005

### 翻訳
- スタンレー・サディー『ベートーヴェン』全音楽譜出版社　1975
- エレーヌ・パドモア『ヴァーグナー』全音楽譜出版社　1981
- フリードリヒ・ブルーメ『西洋音楽史 3 古典派の音楽』角倉一朗共訳　1992　白水Uブックス
- ジョン・ウォラック,ユアン・ウエスト編著『オックスフォードオペラ大事典』西原稔と監訳　平凡社　1996
- ロジャー・パーカー編著『オックスフォードオペラ史』監訳　平凡社　1999

### 論文
- Researchmap